# Jimmy Skinner
James Donald Skinner (* 12. Januar 1917 in Selkirk, Manitoba; † 11. Juli 2007 in Windsor, Ontario) war ein kanadischer Eishockeyspieler und -trainer. Als langjähriges Mitglied der Detroit Red Wings aus der National Hockey League in unterschiedlichen Positionen als Trainer und Funktionär gewann er einmal den Stanley Cup.

## Karriere
Jimmy Skinner spielte als Jugendlicher auf der Verteidigerposition für mehrere Mannschaften in seiner Heimatprovinz Manitoba. Er erhielt später zwar ein Angebot der New York Rangers, das er jedoch ausschlug und stattdessen spielte er für die Flin Flon Bombers aus der Saskatchewan Senior Hockey League. Zum ersten Kontakt mit den Detroit Red Wings kam es, als er 1944 für die Indianapolis Capitals, dem Farmteam von Detroit, in der American Hockey League spielte und wenig später für ein weiteres Farmteam, die Omaha Knights, aufs Eis ging.
1947 übernahm Skinner das Profiteam Windsor Hettche Spitfires aus der International Hockey League als Trainer und führte sie 1949 zum Gewinn des Turner Cup. Im Sommer 1954 gelang ihm der Sprung in die National Hockey League, als er von den Detroit Red Wings als Nachfolger von Cheftrainer Tommy Ivan verpflichtet wurde. Die Red Wings spielten unter Skinner eine gute Saison 1954/55, die im Gewinn des Stanley Cup gipfelte. Es war bereits der siebte Stanley Cup in der Geschichte der Red Wings und sollte der vorerst letzte für eine Zeitspanne von 42 Jahren gewesen sein.
In der folgenden Saison führte er die Mannschaft erneut ins Finale der Playoffs, scheiterte diesmal aber an den Montréal Canadiens. Skinner trainierte das Team noch weitere eineinhalb Jahre, musste während der Saison 1957/58 das Traineramt jedoch wegen gesundheitlichen Problemen niederlegen.
Jimmy Skinner blieb der Organisation der Detroit Red Wings aber weiterhin in unterschiedlichen Managementpositionen erhalten. Über die Jahre hinweg war er Chef der Scoutingabteilung, Direktor der Farmteams und Director of Player Personnel. 1962 gewann er mit den Hamilton Red Wings den Memorial Cup, als er General Manager des Junioren-Farmteams war. Mit 63 Jahren kehrte Skinner 1980 noch einmal ins Rampenlicht der NHL zurück und er übernahm den Posten als General Manager der Detroit Red Wings, die sich in einer schweren Krise befanden. Doch auch unter seiner Führung stellte sich keine Besserung ein, sodass er nach nur zwei Jahren durch Jim Devellano abgelöst wurde.
Skinner wurde im Laufe seiner Karriere für seine Verdienste mehrfach ausgezeichnet. So wurde er mit Aufnahmen in die Manitoba Hockey Hall of Fame, die Windsor/Essex County Sports Hall of Fame und die Detroit Red Wings Hall of Fame geehrt.
2007 starb Jimmy Skinner im Alter von 90 Jahren in Windsor in der kanadischen Provinz Ontario.

### Geburt einer Tradition
Jimmy Skinner gilt als einer der Väter einer Tradition, die mittlerweile in der gesamten NHL verbreitet ist. Als er 1955 als Trainerneuling den Stanley Cup mit den Detroit Red Wings gewann, küsste er den Pokal und war einer der ersten, der diese Geste zeigte. Heute ist das Küssen des Stanley Cup eine etablierte Tradition in der Liga, die von Spielern und Trainern fortgesetzt wird.

## Erfolge und Auszeichnungen

### Als Trainer
- 1949 Turner-Cup-Gewinn mit den Windsor Hettche Spitfires
- 1955 Stanley-Cup-Gewinn mit den Detroit Red Wings

### Als General Manager
- 1962 Memorial-Cup-Gewinn mit den Hamilton Red Wings